# Рамонас, Пранцишкус Юозович
Пранцишкус Юозович Рамонас — советский хозяйственный и политический деятель.

## Биография
Родился в 1933 году в Катинасе. Член КПСС.
Окончил Каунасский промышленный техникум.
В 1949-1952 гг. - бригадир колхоза "Тайка" Ионишкского района. В 1952-1956 гг. - военнослужащий Советской армии. В 1956-1957 гг. - председатель исполкома Скрибакяйского апилинкового Совета.  В 1957—1985 гг. — председатель колхоза «Барюняй» Ионишкского района Литовской ССР.
Избирался депутатом Верховного Совета Литовской ССР 7-го созыва, Верховного Совета СССР 11-го созыва.
Заслуженный работник сельского хозяйства Литовской ССР (1983).
Умер в 1985 году в Москве.

## Награды
- Орден Трудового Красного Знамени (01.10.1965)
- Орден Дружбы народов (1982)